# Ferdinand Konrad Bellermann

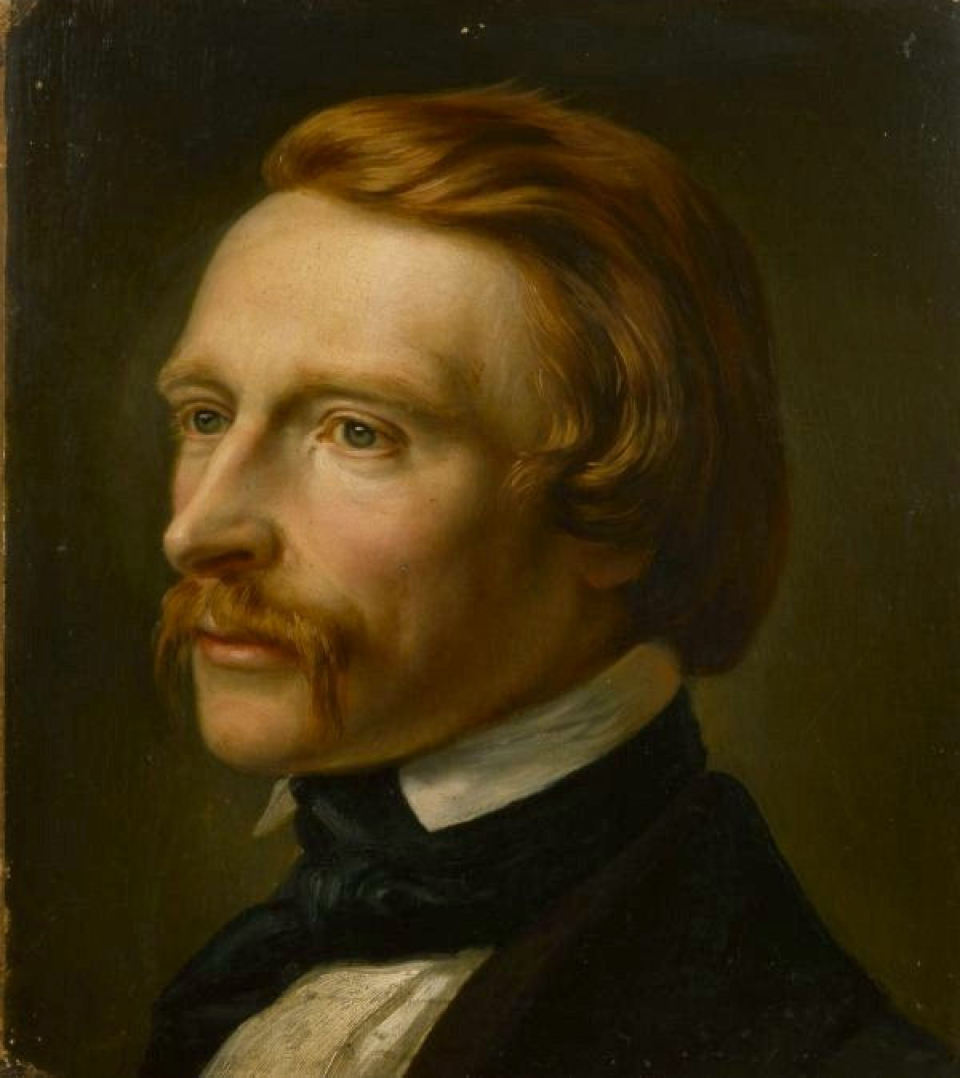
Ferdinand Konrad Bellermann, Gemälde von Carl Steffeck, 1850

Ferdinand Konrad Bellermann (* 14. März 1814 in Erfurt; † 11. August 1889 in Berlin) war ein deutscher Landschaftsmaler.

## Leben

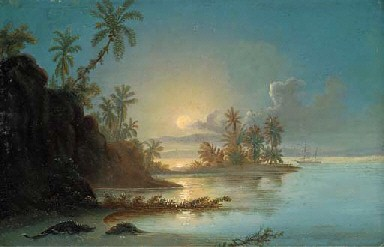
Sonnenuntergang am Orinoco, 1843

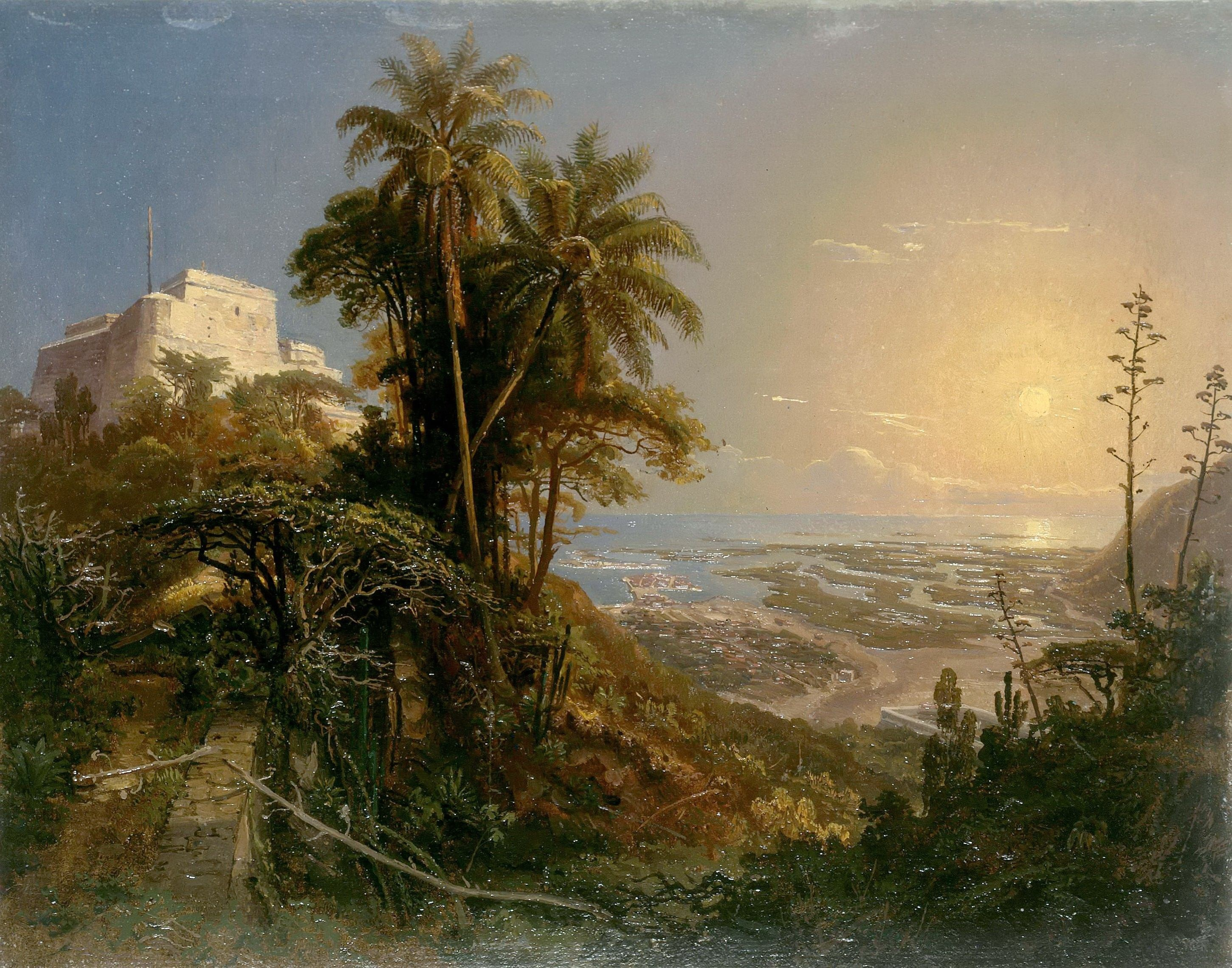
Ansicht von Puerto Cabello, 1843

Ferdinand Bellermann war ein Spross der Erfurter Kaufmannsfamilie Bellermann und verwandt mit dem Porzellanfabrikanten Christian Nonne (1733–1813). 1828 besuchte er die Fürstliche freie Zeichenschule in Weimar, um Porzellanmaler zu werden. Aufgrund einer Augenschwäche musste er diese Ausbildung jedoch abbrechen. Mit Unterstützung seines in Berlin lebenden Großonkels Johann Joachim Bellermann begann er am 16. März 1833 ein Studium der Landschaftsmalerei an der Berliner Akademie, wo ihn zunächst Karl Blechen ausbildete. Nebenher besuchte er das Atelier von Wilhelm Schirmer, als dieser 1839 die Nachfolge Blechens antrat.
Reisen führten ihn 1839 mit Friedrich Preller d. Ä. und dessen Schüler Sixt Thon (1817–1901) nach Rügen und im nächsten Jahr mit Carl Hummel als weiteren Begleiter über Belgien und Holland nach Norwegen. Ein mit der Unterstützung durch Alexander von Humboldt von Friedrich Wilhelm IV. gewährtes Reisestipendium erlaubte ihm 1842 bis 1845 einen Aufenthalt in Venezuela.
Nach Rückkehr aus Südamerika nahm er am Königlichen Friedrich-Wilhelm-Gymnasium in Berlin eine Stelle als Zeichenlehrer an. 1851 und 1852 beteiligte er sich an der Ausmalung des Neuen Museums in Berlin, wo er zwei Wandmalereien für den Saal der Nordischen Altertümer ausführte.
1853 bis 1854 und 1877 unternahm er Reisen nach Italien.
1857 wurde er auf Vorschlag seines Lehrers Wilhelm Schirmer zum Professor an der Berliner Akademie ernannt. Bellermann übernahm 1866 auch die Nachfolge Schirmers als Leiter der Klasse für Landschaftsmalerei an der Akademie.
Ferdinand Konrad Bellermann starb weitgehend vergessen am 11. August 1889 in Berlin. Er wurde auf dem II. Friedhof der Dreifaltigkeits-Gemeinde an der Bergmannstraße 39 in Berlin-Kreuzberg beigesetzt. Die Grabstätte ist nicht erhalten.

## Werke (Auswahl)
- 1851–1852: stereochrome Wandmalereien im Saal der Nordischen Altertümer des Neuen Museums Berlin (Opferstein bei Stubbenkammer und Hünengrab auf Rügen)
- Die Guácharo-Höhle auf den Kordilleren von Venezuela bei ihrer Erforschung durch Alexander von Humboldt, Öl auf Leinwand, 146 × 185 cm, verschollen (früher Nationalgalerie Berlin)
- 1843: Blick auf Cumaná vom alten Kastell aus gesehen, Öl auf Leinwand
- 1843: Sonnenuntergang am Orinoco, Öl auf Leinwand
- 1843: Ansicht von Puerto Cabello, Öl auf Leinwand
- 1854: Wasserfall in den Anden von Venezuela, Öl auf Leinwand, 76,5 × 101,5 cm, Nationalgalerie Berlin